# Novoserhiivka, Baștanka
Novoserhiivka (în ucraineană Новосергіївка) este localitatea de reședință a comunei Novoserhiivka din raionul Baștanka, regiunea Mîkolaiiv, Ucraina.

## Demografie
Componența lingvistică a localității Novoserhiivka
     Ucraineană (92,75%)
     Rusă (3,62%)
     Alte limbi (1,07%)
Conform recensământului din 2001, majoritatea populației localității Novoserhiivka era vorbitoare de ucraineană (92,75%), existând în minoritate și vorbitori de rusă (3,62%).